# Северов, Владимир Иванович
Владимир Иванович Северов (26 июня 1938, Линда, Горьковская область — 19 декабря 2004, Тула) — специалист в области зоотехнии, член сельскохозяйственной секции комиссии по присуждению Государственных премий при Президенте Российской Федерации в области науки и техники, член бюро Отделения растениеводства Российской академии сельскохозяйственных наук, председатель Тульского регионального отделения фонда им. А. Т. Болотова.

## Биография
Владимир Иванович Северов родился 26 июня 1938 г. в посёлке Линда Городецкого района Горьковской области в семье служащего.
После окончания средней школы свою трудовую деятельность начал на Боковском льнозаводе в качестве прессовщика волокна, затем был переведён в Семёновский райком ВЛКСМ на должность инструктора.
В 1960 г. поступает учиться на зоотехнический факультет Московской сельскохозяйственной академии им. К. А. Тимирязева, после окончания которой с отличием был рекомендован в аспирантуру, однако он едет в Тульскую область, где сначала работает главным зоотехником совхоза «Самарский» Куркинского района, а затем некоторое время главным зоотехником районного управления сельского хозяйства.
В 1968—1971 гг. В. И. Северов — аспирант кафедры молочного скотоводства сельскохозяйственной академии им. К. А. Тимирязева. После защиты кандидатской диссертации в январе 1971 г. был назначен директором совхоза «Самарский». В июле 1973 г. его избрали вторым секретарём Куркинского РК КПСС. В период работы секретарём РК КПСС успешно заканчивает заочно Высшую партийную школу при ЦК КПСС и получает второе высшее образование. В мае 1976 г. его направили на должность директора Тульской государственной областной сельскохозяйственной опытной станции, где он проработал до марта 1986 г.
В марте 1986 г. Владимир Иванович утверждён в должности заведующего отделом сельского хозяйства и пищевой промышленности Тульского обкома КПСС, а в ноябре 1988 г. его назначили директором вновь созданного на базе государственной областной сельскохозяйственной опытной станции Тульского НИИ сельского хозяйства, где служил до своей смерти, 19.12.2004 г.
Руководителем Тульской государственной областной сельскохозяйственной опытной станции и Тульского НИИ сельского хозяйства В. И. Северов проработал более 26 лет.
Умер 19 декабря 2004 года в городе Тула.

## Научные работы
Ещё будучи студентом, В. И. Северов выполнил и опубликовал две научные работы: «Влияние агротехнических приёмов на содержание протеина в зелёной массе кукурузы», и «Оценка быков — производителей по качеству потомства».
Большое практическое значение имеет работа В. И. Северова по сбору технико-экономических данных и обоснованию строительства вблизи Куркинского сахарного завода и Самарского спиртзавода откормочной фермы крупного рогатого скота с разовой постановкой 5248 голов. Ферма начала функционировать в 1973 году. Здесь же были выполнены и первые экспериментальные работы по оптимальному скармливанию сырого свекловичного жома и барды различным половозрастным группам крупного рогатого скота. Статьи и рекомендации по способам хранения и использования жома и барды в животноводстве имели большое значение не только для Тульской, но и смежных с нею областей, где эти корма использовались в производстве говядины.
Определённое место в научной и производственной деятельности В. И. Северова занимают вопросы поверхностного и коренного улучшения естественных кормовых угодий. Эта работа на Тульской ГОСХОС была начата Бондаревым И. Ф., Мейснером А. Ф., Хаустовым В. М. и продолжена Коломейченко В. В. и Северовым В. И.

## Проекты
Работы Тульского НИИСХ по преобразованию овражно-балочных лугов в высокопродуктивные сенокосы и пастбища, конструированию агроценозов, выполненные под руководством В. И. Северова, получили всесоюзное и всероссийское признание. Технологии улучшения низкопродуктивных эродированных лугов и заготовки сена на склоновых землях экспонировались на ВДНХ СССР с 1981 по 1986 гг. На базе института регулярно проводятся областные и зональные совещания и семинары. В 1994 г. был проведён российско-германский семинар, в 1995 г. — всероссийский семинар по преобразованию овражно-балочных земель в культурные сенокосы и пастбища, в 1996 г. — координационное совещание отделения земледелия Российской сельскохозяйственной академии по агроландшафтному земледелию. В июне 2002 г. по инициативе РАСХН проведена конференция по проблемам техногенного воздействия на среду агропромышленного производства и реабилитации загрязнённых территорий.
Значительным этапом в жизни опытной станции и института, при непосредственном участии В. И. Северова, является разработка проекта и строительство семяочистительного комплекса. Была создана крупная семеноводческая база, которой, по всей видимости, не располагает ни одно научное учреждение нашей страны. Каждая культура имеет своё хранилище, линию сушки, сортировки и упаковки семян. Общая ёмкость одновременного хранения составляет более 16 тыс. тонн, что обеспечивает хранение не только вновь убранного урожая, а также переходящих и страховых фондов.
Определённой заслугой В. И. Северова является конкретное воплощение в практику совмещения в одном учреждении животноводства и семеноводства зерновых культур и многолетних трав с использованием отходов в качестве фуража и грубого корма для развития животноводства, что ранее считалось недопустимым.
В последние годы научная и практическая деятельность В. И. Северова в значительной мере направлена на поиск выхода из кризиса в сельском хозяйстве, в том числе в животноводстве и кормопроизводстве. Понимая, что без изменения сельскохозяйственной политики государства эти вопросы полностью решены быть не могут, тем не менее он считает, что привлечение в практику неиспользованных резервов в значительной степени могут смягчить их.
В связи с этим в институте под его руководством были развёрнуты исследования по совершенствованию структуры посевных площадей, разработке таких севооборотов, набор культур в которых обеспечивал бы положительный баланс гумуса и азота при минимально возможном количестве применяемых минеральных удобрений.
В. И. Северовым разработана технология приготовления заменителя молока для выпойки телятам на основе льняной мятки и овсяной муки, в том числе из голозёрных сортов овса, технология выращивания которых разрабатывается в институте.
Он обосновывает, что мясное скотоводство и овцеводство позволят производить высококачественное мясо там, где при наличии кормовых возможностей развитие других отраслей сдерживается недостатком людских ресурсов, капитальных вложений и сложностью транспортировки растениеводческой продукции. В качестве одного из основных источников дешёвых кормов для отраслей мясного скотоводства и овцеводства могут служить пока практически неиспользуемые естественные пастбища и сенокосы. Использование научных разработок в повседневной практической работе позволяет производственным подразделениям института даже в современных условиях добиваться сравнительно высоких экономических показателей.
В. И. Северов ведёт работу по широкому внедрению результатов исследований в производство. Большое внимание он уделяет работе с кадрами в сельском хозяйстве, их обучению новым формам и методам производства, ведёт занятия со студентами Тульского государственного университета.

## Награды
По результатам работы за 1981-85 годы опытная станция награждалась переходящим Красным Знаменем ЦК КПСС, Совета Министров СССР, ВЦСПС и ЦК ВЛКСМ.
В 1983 г. В. И. Северову присвоено учёное звание старшего научного сотрудника, в феврале 1993 г., после успешной защиты диссертации, — учёная степень доктора сельскохозяйственных наук, в ноябре 1993 г. — учёное звание профессора, в 1996 г. -почётное звание «Заслуженный деятель науки Российской Федерации».
В феврале 1997 г. В. И. Северов избран членом-корреспондентом Российской академии сельскохозяйственных наук по отделению кормопроизводства, в 1998 г. -действительным членом Российской экологической академии.
Орден «Знак почета» 1981 г.
Орден «Дружбы народов» 1986 г.